# Loxechinus albus
Loxechinus albus is een zee-egel uit de familie Parechinidae.
De wetenschappelijke naam van de soort werd in 1782 gepubliceerd door Juan Ignacio Molina.